# 스톡홀름 국제 영화제

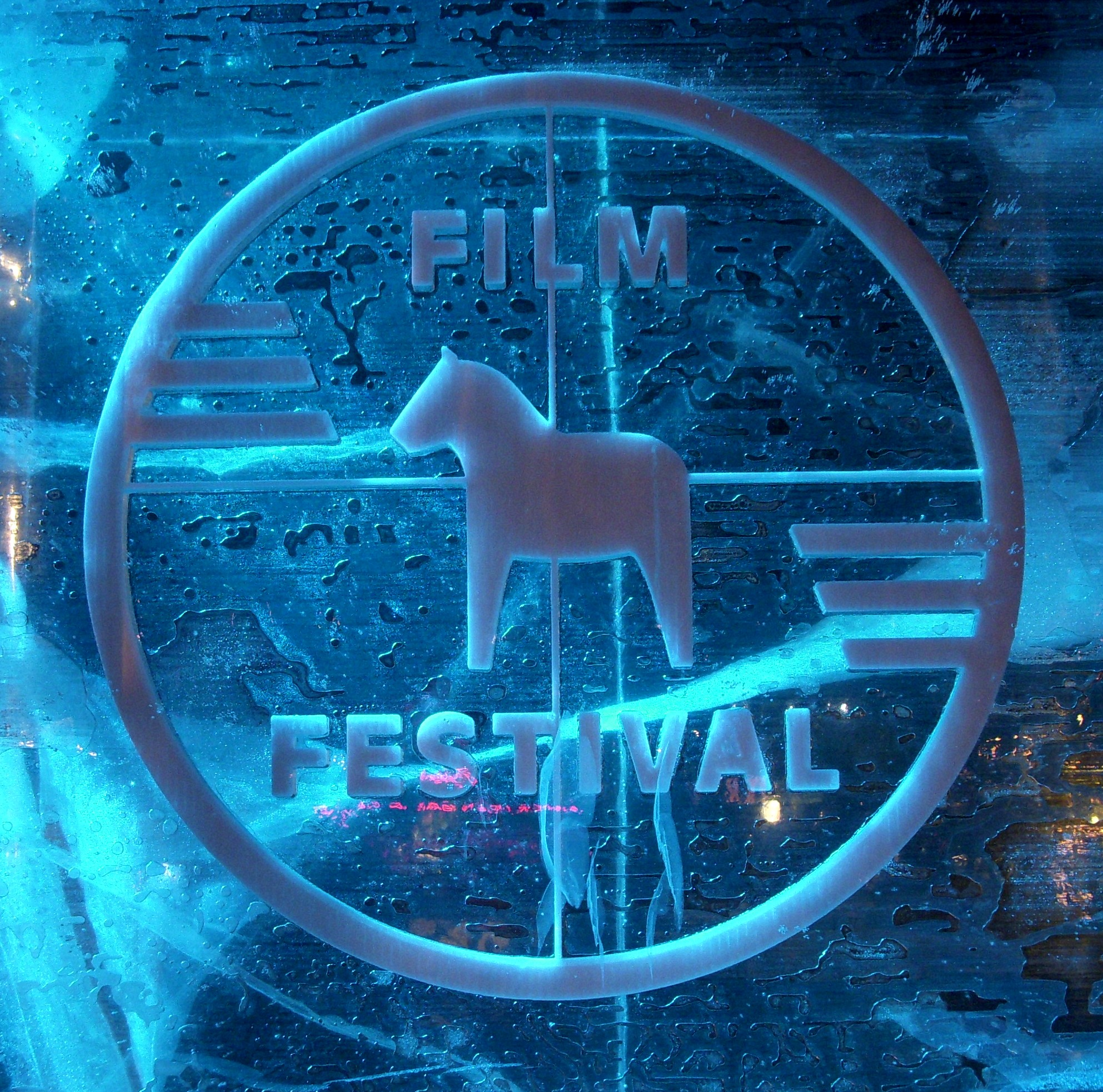

스톡홀름 국제영화제(영어: Stockholm International Film Festival, 스웨덴어: Stockholms filmfestival)는 스웨덴 스톡홀름에서 개최되는 국제 영화 제작자 연맹 (FIAPF) 공인 국제 영화제이다. 1990년에 시작되어 매년 11월에 개최되고 있다.